# Geràsimos Skiadaréssis
Geràsimos Skiadaréssis (grec: Γεράσιμος Σκιαδαρέσης)  (Patres, 18 de desembre de 1960) (grec: Γεράσιμος Σκιαδαρέσης) és un actor grec, que treballa principalment als Estats Units, famós per haver actuat a La mandolina del capità Corelli de 2001 en el paper de Mr. Stamatis, un dels soldats grecs. El 2017 va fer de mossèn Theodosiu a Suburra - La serie de Netflix.

## Filmografia parcial
- Topio stin omichli, dirigida per Theo Angelopoulos (1988)
- To meteoro vima tou pelargou, dirigida per Theo Angelopoulos (1991)
- La mandolina del capità Corelli, dirigida per John Madden (2001)
- Apartament a Atenes, dirigit per Ruggero Dipaola (2012)
- Suburra - La serie, dirigida per Michele Placido - Sèrie de televisió, 6 episodis (2017)

## Premis
- XI edició de la Mostra de València: Menció a la millor interpretació masculina per Dexiotera tis dexias de Nikos Antonakos.[3]